# Cantón de Thèze
El cantón de Thèze era una división administrativa francesa, situada en el departamento de los Pirineos Atlánticos y la región Aquitania.

## Composición
El cantón de Thèze agrupaba 19 comunas:
- Argelos
- Astis
- Aubin
- Auga
- Auriac
- Bournos
- Carrère
- Claracq
- Doumy
- Garlède-Mondebat
- Lalonquette
- Lasclaveries
- Lème
- Miossens-Lanusse
- Navailles-Angos
- Pouliacq
- Sévignacq
- Thèze
- Viven

## Supresión del cantón de Thèze
En aplicación del Decreto nº 2014-248 de 25 de febrero de 2014, el cantón de Thèze fue suprimido el 22 de marzo de 2015 y sus diecinueve comunas pasaron a formar parte del nuevo cantón de Tierras del Luys y Laderas de Vic-Bilh.